# Vahitahi
Vahitahi (także Vaitake) – atol w archipelagu Tuamotu w Polinezji Francuskiej.

## Charakterystyka fizycznogeograficzna
Vahitahi to mały, owalny atol o długości 10 km i szerokości maksymalnej 4,5 km, z laguną o powierzchni 13 km². Powierzchnia całkowita części lądowej wynosi około 2,5 km².
Wyspa położona jest 41 km na północny wschód od atolu Akiaki. Administracyjnie zależna od Nukutavake.

## Historia
Vahitahi to pierwsza odkryta przez Louisa Antoine de Bougainville wyspa na Pacyfiku. Obecnie atol liczy 103 mieszkańców. Główna miejscowość to Mohitu.